# Gare de Elva
La gare de Elva est une gare ferroviaire située à Elva en Estonie.

## Histoire
La gare est créée à l'époque tsariste. À l'origine, elle s'eppelle Эльва (Elwa).
Depuis 1997, le bâtiment est classé monument culturel.